# Romeo Carugati
Romeo Carugati (Verona, 1861 – 1911) è stato un giornalista, librettista e critico teatrale italiano.

## Biografia
Nato a Verona da genitori fiorentini (il padre fu operaio presso la tipografia Civelli), fu cronista del Corriere italiano di Firenze e successivamente, per oltre quindici anni, critico teatrale del giornale La Lombardia. Nel 1903 fondò e diresse la rivista artistica bimensile milanese Musica Nuova. In qualità di sostenitore di una identità italiana nel melodramma, Carugati fu acceso difensore della produzione operistica della Giovane scuola italiana, pur essendo per natura un critico piuttosto tradizionalista e conservatore. Oltre a scrivere vari testi per liriche da camera (una delle quali, Crepuscolo triste, fu messa in musica da Umberto Giordano), Carugati scrisse anche i libretti d'opera Il fidanzato del mare per Ettore Panizza (1897), Il Carbonaro per Vincenzo Ferroni (1900) e Il Natale per Arturo Cadore (1902).